# Korman, Aleksinac
Korman (izvirno srbsko Корман) je naselje v Srbiji, ki upravno spada pod Občino Aleksinac; slednja pa je del Niškega upravnega okraja.

## Demografija
V naselju živi 658 polnoletnih prebivalcev, pri čemer je njihova povprečna starost 45,5 let (43,6 pri moških in 47,3 pri ženskah). Naselje ima 256 gospodinjstev, pri čemer je povprečno število članov na gospodinjstvo 3,02.
To naselje je, glede na rezultate popisa iz leta 2002, skoraj popolnoma srbsko. V drugi polovici 20. stoletja je število prebivalcev v nenehnem padanju.
|  |

| Demografija | Demografija     | Demografija     |
| Leto        | Št. prebivalcev | Št. prebivalcev |
| ----------- | --------------- | --------------- |
|             |                 |                 |
|             |                 |                 |
|             |                 |                 |
|             |                 |                 |
| 1948        | 1300            |                 |
| 1953        | 1283            |                 |
| 1961        | 1282            |                 |
| 1971        | 1163            |                 |
| 1981        | 1087            |                 |
| 1991        | 996             | 953             |
| 2002        | 816             | 773             |
|             |                 |                 |

| Etnična sestava po popisu iz leta 2002 | Etnična sestava po popisu iz leta 2002 | Etnična sestava po popisu iz leta 2002 | Etnična sestava po popisu iz leta 2002 | Etnična sestava po popisu iz leta 2002 |
| -------------------------------------- | -------------------------------------- | -------------------------------------- | -------------------------------------- | -------------------------------------- |
| Srbi                                   | Srbi                                   |                                        | 772                                    | 99,87%                                 |
| Hrvati                                 | Hrvati                                 |                                        | 1                                      | 0,12%                                  |
| Neznano                                | Neznano                                |                                        | 0                                      | 0,0%                                   |